# Şaşkın
Şaşkın è un singolo del 1999 di Emre Altuğ in duetto con la cantante turca Sertab Erener.
La canzone è il secondo singolo estratto dal primo album di Emre Altuğ, İbret-i Alem.
Il video di Şaşkın è stato girato dal regista Alper Babayağmur, e le riprese sono state fatte a Centro Commerciale Carrefour di Istanbul nel marzo 1999.